# 賓維爾 (印地安納州)
賓維爾（英語：Pennville）是一個位於美國印地安納州傑伊縣的城鎮。

## 人口
根據2010年美國人口普查的數據，賓維爾的面積為1.29平方千米，當中陸地面積為1.29平方千米，而水域面積為0.00平方千米。當地共有人口701人，而人口密度為每平方千米543人。